# Северносаамский язык

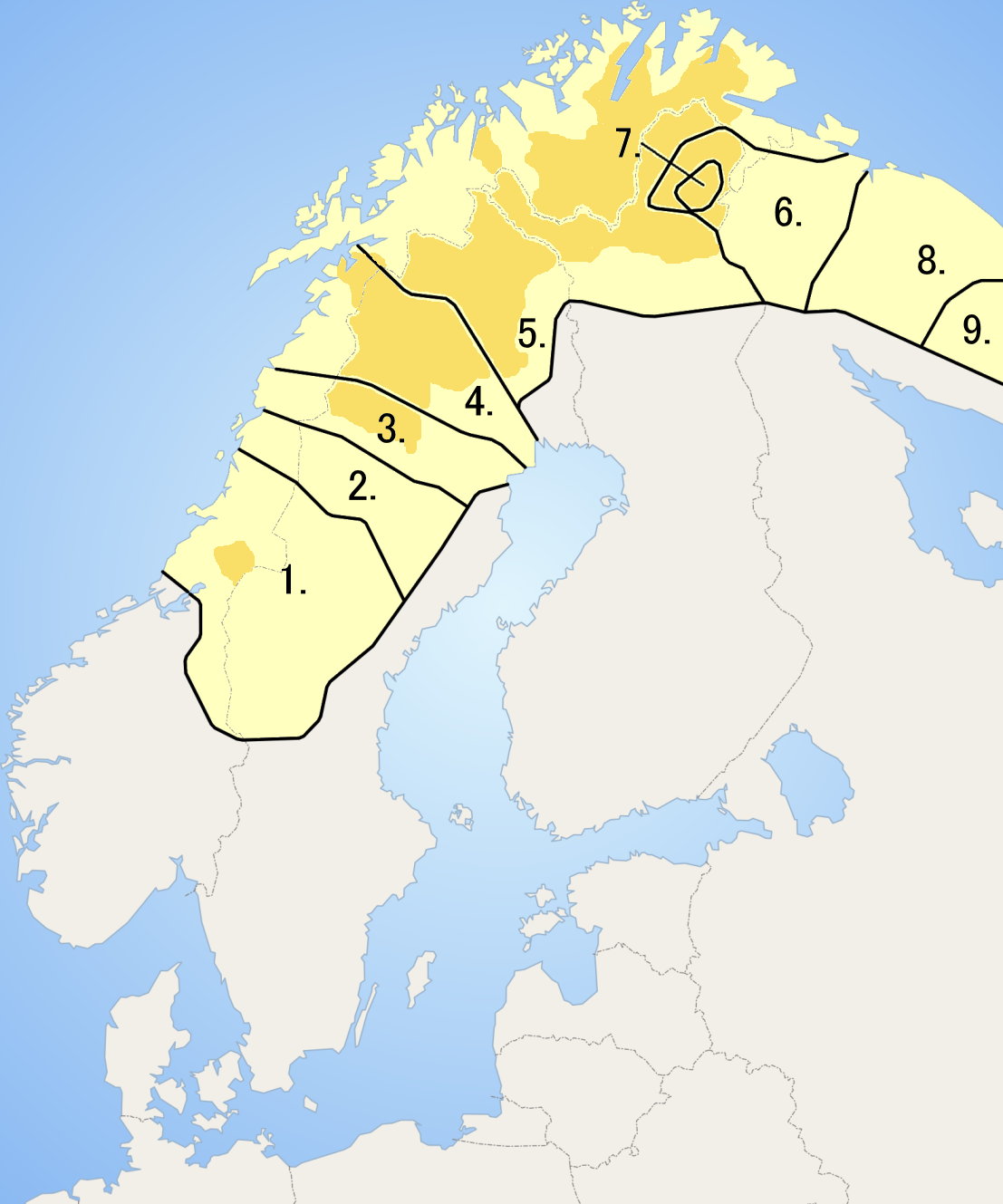
Карта исторически засвидетельствованных территорий распространения ареалов различных современных саамских языков (границы показаны условно, в некоторых регионах одновременно распространены несколько саамских языков): южносаамский (1), уме-саамский (2), пите-саамский (3), луле-саамский (4), северносаамский (5), колтта-саамский (скольт) (6), инари-саамский (7), кильдинский саамский (кольско-саамский) (8), йоканьгско-саамский (терско-саамский) (9).
Более тёмной заливкой показаны муниципалитеты (коммуны, общины), в которых один или несколько саамских языков имеют официальный статус

Северносаа́мский язы́к (в русскоязычных текстах иногда используется другое наименование для этого языка — северосаа́мский язы́к; самоназвания: Davvisámegiella, Sámegiella) — один из языков саамов, относящийся к финно-угорским языкам уральской языковой семьи. Сегодня среди саамских языков он имеет больше всего носителей — около 21 000.   
Распространён в Норвегии, Швеции и Финляндии. Имеет письменность на основе латинского алфавита. Под словосочетанием «саамский язык» в Норвегии, Швеции и Финляндии обычно понимают именно северносаамский язык.

## Число носителей
По оценке, приведённой в книге «M. Paul Lewis, Ethnologue: Languages of the World (2009)», число носителей северносаамского языка составляет 20,7 тысяч при оценке общей численности этнической группы северных саамов в 40—50 тысяч человек.
Число носителей языка в Норвегии составляет около 15 тысяч (при оценке общей численности северных саамов в стране от 30 до 40 тысяч человек), в Финляндии — около 1700 человек (численность северных саамов — 4 тысячи), в Швеции — около 4 тысячи человек (численность северных саамов — 5 тысяч).
Среди саамских языков в настоящее время именно у северносаамского имеется наибольшее число носителей.

## Официальный статус
Северносаамский язык является официальным языком в 7 муниципалитетах (коммунах) Норвегии (Карасйок, Кёутукейну, Кофьорд, Лаванген, Нессебю, Порсангер и Тана), четырёх муниципалитетах (общинах) Финляндии (Инари, Соданкюля (только в северной части общины), Утсйоки и Энонтекиё) и четырёх муниципалитетах (коммунах) Швеции, относящихся к лену Норрботтен (Арьеплуг, Елливаре, Йокмокк и Кируна).

## История
К одним из первых текстов, напечатанных на «саамском языке», относится книга «Svenske och Lappeske ABC Book», которая была написана на шведском и, вероятно, одном из саамских языков. Она издавалась в двух изданиях — в 1638 и 1640 гг. — и включает 30 страниц с молитвами и исповедями протестантской веры. Она была описана как «книга с саамским языком в обычной форме».
Северносаамский язык впервые был описан Кнудом Лимом (в книге «En lappisk Grammatica efter den Dialect, som bruges af Field-Lapperne udi Porsanger-Fiorden») в 1748 г., а также в словарях в 1752 и 1768 гг. Один из последователей Лима — Андерс Порсагнер — фактически был первым саамом, получившим высшее образование. Он учился в Кафедральной школе Тронхейма и в других школах, но не мог опубликовать свои работы по северносаамскому языку из-за расизма в то время; бо́льшая часть его работ сегодня утеряна.

### Ассимиляция
Всеобщая мобилизация во время восстаний на реке Алтаэльв, а также более благоприятное политическое положение в стране изменило норвежскую политику по отношению к ассимиляции в последние десятилетия XX века.
В настоящее время северносаамский язык является официальным в двух коммунах Норвегии — Финнмарк и Тромс, а также в шести муниципалитетах. Северные саамы, рождённые до 1977 года, в соответствии с орфографией, используемой сегодня в школах, никогда не умели писать на северносаамском языке, поэтому, таким образом, прошло не очень много лет с того времени, как появились первые северные саамы, способные писать на родном языке.

## Сохранение северносаамского языка
Во всех трёх странах, в которых распространён язык (Финляндия, Норвегия и Швеция), имеются дошкольные учреждения и школы, в которых преподавание ведётся на северносаамском языке.

### Средства массовой информации
В Норвегии, Финляндии и Швеции на северносаамском языке ведётся радиовещание, выходит несколько газет и журналов. Единственная ежедневная газета на северносаамском языке — выходящая в Норвегии газета «Ávvir» («Забота»).
В этих странах на северносаамском языке выходит телепрограмма «Ođđasat» («Новости») — продукт совместного производства Норвежской вещательной корпорации (NRK), финского общественного телевидения YLE и Шведского телевидения (SVT).

### Сохранение языка в Норвегии
На песенном конкурсе Евровидение-2019 Норвегию представила норвежская группа KEiiNO с песней на английском языке «Spirit in the Sky», в которой звучало высказывание на северносаамском языке: Čajet dan čuovgga («Покажи мне свет»), а также саамский йойк He lå e loi la.

### Сохранение языка в Финляндии

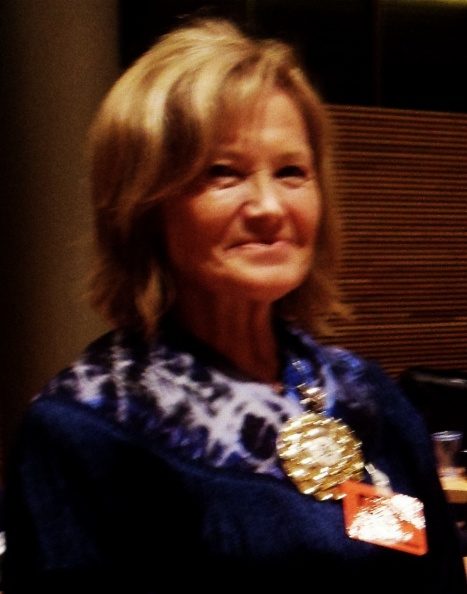
Ирья Сеуруярви-Кари

Достаточно успешно решается вопрос сохранения языка в Финляндии. Северносаамский язык подпадает под действие параграфа 17 действующей Конституции Финляндии, согласно которому саамское население имеет право на сохранение и развитие своего языка и своей культуры. В этом же параграфе Конституции закреплено право саамов пользоваться своим родным языком в органах власти.
Во многих детских садах и школах Саамского региона для изучения языка используется методика «языковых гнёзд». Общая идея этой системы заключается в том, что и обучение, и общение детей между собой и с преподавателями проходят в условиях полного языкового погружения в изучаемый язык. В дошкольных учреждениях Саамского региона, в которых применяется эта система, дети говорят только по-саамски, преподавание в школах с обучением на северносаамском обычно ведётся на нём с нулевого по девятый класс почти по всем предметам; есть и гимназии (в которые поступают ученики после девятого класса) с преподаванием на северносаамском. По мнению Анники Пасанен, руководителя программы «языковых гнёзд» в Саамском регионе Финляндии, сохранение и возрождение языков национальных меньшинств возможно лишь в том случае, если эта методика будет применяться как в дошкольных учреждениях, так и в школах. Пасанен считает, что ситуацию с саамскими языками в Финляндии можно называть достаточно хорошей, особенно по сравнению с Россией, поскольку дети, даже если у них нет возможности освоить язык дома, имеют такую возможность в детском саду, а затем в школе, при этом, поскольку язык используется для преподавания, он является именно языком общения, а не только изучения.
21 января 2012 года впервые в истории Финляндии состоялась защита докторской диссертации на северносаамском языке: в Хельсинкском университете известная финская саамская активистка, лингвист Ирья Сеуруярви-Кари представила на соискание докторской степени научное исследование, посвящённое саамской идентичности, роли саамского языка и значению межгосударственного саамского движения.
28 марта 2012 года 9 выпускников последних классов гимназий писали сочинения на северосаамском языке (в качестве родного) для поступления в высшие учебные заведения Финляндии.

## История саамской письменности
Корни сегодняшней орфографии северносаамского языка заложил Расмус Раск, который в 1832 году, при сотрудничестве с Нильсом Стокфлетом, опубликовал книгу под названием «Ræsonneret lappisk sproglære efter den sprogart, som bruges af fjældlapperne i Porsangerfjorden i Finmarken. En omarbejdelse af Prof. Knud Leems Lappiske grammatica»; он выбрал систему, основанную на фонематической орфографии. В отличие от орфографий южносаамского и луле-саамского языков, которые, главным образом, основаны на орфографиях шведского и норвежского языков, все правописания, которые когда-либо использовались в северносаамском языке, восходят именно к орфографии Раска. Так, следуя правилам орфографии Раска, диакритические знаки были использованы с некоторыми согласными (č, đ, ŋ, š, ŧ и ž), и это вызывало некоторые проблемы при обработке данных до того, как был изобретён Юникод. Нильс Стокфлет и Йенс Фрис работали над грамматическими книгами и словарями для северносаамского языка. Таким образом, можно сказать, что северносаамский язык в то время был описан лучше, чем норвежский до того, как Ивар Осен издал свою грамматику норвежского языка.
Северносаамский язык в то время, как и сегодня, использовался в трёх странах, каждая из которых использовала собственную орфографию для северносаамского языка в течение многих лет. Орфография Фриса была использована, когда началась работа над переводом Библии на северносаамский язык; в первой газете на северносаамском языке «Saǥai Muittalægje», а также в газете «Nuorttanaste». Основа северносаамской лексикографии была заложена Конрадом Нильсеном, который использовал свою собственную орфографию в созданном им словаре «Lappisk ordbok». Начиная с 1948 года орфографии для северносаамского языка в Швеции и Норвегии были объединены в одну, хотя она и не была часто использована в Норвегии. Официальная орфография саамского языка для всех трёх стран, где он использовался — Финляндии, Норвегии и Швеции — была принята в 1979 году.
До этого каждая из этих трёх стран имела для северносаамского языка свою собственную орфографию; все эти орфографии слегка отличались друг от друга. Таким образом, орфография, которая встречается в старых книгах на северносаамском, может быть непонятна человеку, знающему язык сегодня:
1. Maanat leät poahtan skuvllai («Дети пришли в школу»);
2. Mánát leat boahtán skuvlii.

Первое предложение взято из книги, изданной в 1950 году («Samekiela kiellaoahpa»); второе же написано с использованием сегодняшней орфографии.

### Сегодняшний алфавит
Сегодняшний алфавит для северносаамского языка был принят в 1979 году и последний раз был изменён в 1985 году:
| Буква | Название | Фонема(ы)         | Примечания                                                                |
| ----- | -------- | ----------------- | ------------------------------------------------------------------------- |
| A a   | a        | [a]               | Также [aː] в западном Финнмарке. [ɑ] или [ɑː] в восточном Финнмарке.      |
| Á á   | á        | [aː], [a]         | Долгий гласный, который сокращается перед согласными с придыханием.       |
| B b   | be       | [p], [b]          |                                                                           |
| C c   | ce       | [ts]              |                                                                           |
| Č č   | če       | [t͡ʃ]              |                                                                           |
| D d   | de       | [t], [d]          |                                                                           |
| Đ đ   | đe       | [ð]               |                                                                           |
| E e   | e        | [e], [eː]         |                                                                           |
| F f   | áf       | [f]               |                                                                           |
| G g   | ge       | [k], [g]          |                                                                           |
| H h   | ho       | [h]               |                                                                           |
| I i   | i        | /i/, [iː], [j]    | [j] после гласного.                                                       |
| J j   | je       | [j]               |                                                                           |
| K k   | ko       | [k], [kʰ]         | В начале ударного слога произносится с придыханием.                       |
| L l   | ál       | [l]               |                                                                           |
| M m   | ám       | [m]               |                                                                           |
| N n   | án       | [n]               |                                                                           |
| Ŋ ŋ   | áŋ       | [ŋ]               |                                                                           |
| O o   | o        | [o], [oː]         |                                                                           |
| P p   | pe       | [p], [pʰ]         | В начале ударного слога произносится с придыханием.                       |
| R r   | ár       | [r]               |                                                                           |
| S s   | ás       | [s]               |                                                                           |
| Š š   | áš       | [ʃ]               |                                                                           |
| T t   | te       | [t], [tʰ], [h(t)] | В начале ударного слога произносится с придыханием. [h(t)] в конце слова. |
| Ŧ ŧ   | ŧe       | [θ]               |                                                                           |
| U u   | u        | [u], [uː]         |                                                                           |
| V v   | ve       | [v]               |                                                                           |
| Z z   | ez       | [dz]              |                                                                           |
| Ž ž   | ež       | [dʒ]              |                                                                           |

При напечатании, если нет возможности использовать северносаамские буквы с диакритикой (Áá Čč Đđ Ŋŋ Šš Ŧŧ Žž), над соответствующей буквой может быть добавлен акут.

## Лингвистическая характеристика

### Фонетика

#### Согласные
Северносаамский язык использует большой набор согласных, которые различаются двумя или тремя степенями долготы. Исходя из некоторых анализов северносаамской фонологии, могут быть выявлены согласные и аффрикаты с придыханием перед ними (/hp/, /ht/, /ht͡s/, /ht͡ʃ/, /hk/), а также носовые взрывные согласные (глухие /pm/, /tn/, /tɲ/, /kŋ/ и звонкие /bːm/, /dːn/, /dːɲ/, /gːŋ/), однако они могут рассматриваться как стечения согласных.
|                      |                | Губные | Зубные | Альвеолярные | Постальвеолярные | Палатальные | Заднеязычные |
| -------------------- | -------------- | ------ | ------ | ------------ | ---------------- | ----------- | ------------ |
| Носовые              | Носовые        | [m]    | [n]    |              |                  | [ɲ]         | [ŋ]          |
| Взрывные / Аффрикаты | Глухие         | [p]    | [t]    | [t͡s]         | [t͡ʃ]             | [ɟ]         | [k]          |
| Взрывные / Аффрикаты | Звонкие        | [b]    | [d]    | [d͡z]         | [d͡ʒ]             | [ɟ]         | [ɡ]          |
| Взрывные / Аффрикаты | Придыхательные | [pʰ]   | [tʰ]   |              |                  |             | [kʰ]         |
| Щелевые              | Глухие         | [f]    | [θ]    | [s]          | [ʃ]              |             | [h]          |
| Щелевые              | Звонкие        | [v]    | [ð]    |              |                  |             |              |
| Аппроксиманты        | Средние        | [v]    |        |              |                  | [j]         |              |
| Аппроксиманты        | Латеральные    |        |        | [l]          |                  | [ʎ]         |              |
| Дрожащие             | Дрожащие       |        |        | [r]          |                  |             |              |

#### Гласные
В северносаамском языке следующий набор гласных, которые могут иметь разную долготу:
|                          | Краткие      | Краткие    | Долгие       | Долгие     | Дифтонги     | Дифтонги   | Полудолгие / восходящие | Полудолгие / восходящие |
|                          | Неогубленные | Огубленные | Неогубленные | Огубленные | Неогубленные | Огубленные | Неогубленные            | Огубленные              |
| ------------------------ | ------------ | ---------- | ------------ | ---------- | ------------ | ---------- | ----------------------- | ----------------------- |
| Гласные верхнего подъёма | [i]          | [u]        | [iː]         | [uː]       | [ie̯]         | [uo̯]       | [i̯e]                    | [u̯o]                    |
| Гласные среднего подъёма | [e]          | [o]        | [eː]         | [oː]       | [ea̯]         | [oɑ̯]       | [e̯a]                    | [o̯ɑ]                    |
| Гласные нижнего подъёма  | [a]          | [a]        | [aː]         | [aː]       |              |            | [aˑ]                    | [aˑ]                    |

Нисходящие дифтонги, как ái, тоже существуют, но фонологически они состоят из гласного и полугласного — /v/ или /j/. Полугласные произносятся как согласные в стечениях согласных.
Не все эти гласные фонемы одинаково распространены в северносаамском языке: некоторые из них встречаются постоянно, в то время как другие могут появляться только в особых случаях из-за изменений звуков.
Следующие правила применимы для ударных слогов:
- краткие /i/, /a/, /o/ и /u/, обычные дифтонги и долгий /aː/ встречаются повсеместно;
- другие долгие гласные появляются только в случаях упрощения дифтонгов;
- краткий /e/ редок и появляется, в основном, в случае упрощения дифтонга вместе с укорачиванием ударного гласного;
- восходящие дифтонги и полудолгий /aˑ/ появляется при сокращении безударного гласного в следующем слоге.

Распространение гласных в безударных слогах, которые следуют после ударного, более ограничено:
- краткий /a/ и долгие /aː/, /iː/ встречаются повсеместно;
- краткие /e/ и /o/ встречаются реже — иногда от протосаамских /i/ и /u/, а иногда из-за сокращения безударного гласного;
- краткие /i/ и /u/ встречаются только перед /j/;
- дифтонги не встречаются вообще, так же как и полудолгий /aˑ/ или долгие /eː/, /oː/;

В безударном слоге, который стоит после другого безударного, долгие гласные не встречаются; частыми являются только /i/ и /u/.

### Грамматика
Северносаамский язык — агглютинативный. Изменения внутри слова сильно выражены — чередование ступеней очень развито. Основные черты грамматики такие же, как и у других саамских и финно-угорских (в частности, прибалтийско-финских) языков.

#### Чередования ступеней
По сравнению с другими прибалтийско-финскими языками, чередование ступеней при флексии в северносаамском языке сложнее. Основа слова может стоять в сильной или слабой степени. Исторически сложилось, что слабая степень появилась тогда, когда слог, следующий за согласным, был закрыт (заканчивался на согласный).

#### Виды флексии
Все слова с флексией — существительные, прилагательные и глаголы — могут быть разделены на 3 главных вида. Разделение основывается на том, чётное или нечётное количество слогов имеется от последнего ударного слога до конца слова.
- Слова с «чётной» флексией (bárrastávvalsánit, их также называют «гласные основы») имеют обычно 2 или 4 слога после ударного слога до конца слова;
- слова с «нечётной» флексией (bárahisstávvalsánit, их также называют «согласные основы») имеют обычно 3 слога после последнего ударного слога до конца слова, очень редко — 1 или 5 слогов;
- слова с «узкой» флексией имеют чётное количество слогов с последнего ударного слога основы, но имеют характер чередования ступеней как у слов с «нечётной» флексией.

#### Существительные
Чисел три — единственное (ovttaidlohku), двойственное и множественное (máŋggaidlohku); падежей семь.
Следующая таблица показывает основные падежные окончания:
| Падеж                      | Ед. ч.  | Мн. ч.      | Значение               |
| -------------------------- | ------- | ----------- | ---------------------- |
| Именительный (nominatiiva) | -∅      | -t          | Объект действия        |
| Винительный (akkusatiiva)  | -∅      | -id         | Субъект действия       |
| Родительный (genitiiva)    | -∅      | -id         |                        |
| Иллатив (illatiiva)        | -i      | -ide, -idda | «К, по направлению к». |
| Местный (lokatiiva)        | -s      | -in         | «На, в, от» и т. п.    |
| Совместный (komitatiiva)   | -in     | -iguin      | «С».                   |
| Эссив (essiiva)            | -n, -in | -n, -in     | «Как, в качестве».     |

Винительный и родительный падежи всегда имеют одинаковые окончания. В эссиве числа не различаются — mánnán может быть переведено как «как ребёнок» и «как дети».

##### Существительные с «чётной» флексией
Существительные с «чётной» флексией имеют чередование ступеней в последнем согласном основы. Сильная степень появляется в именительном падеже, иллативе и в единственном числе эссива; слабая — в остальных.
Самыми частыми в этом случае являются основы на -a и -i, реже — -u:
|            | giehta «рука» Основа на -a | giehta «рука» Основа на -a | oaivi «голова» Основа на -i | oaivi «голова» Основа на -i | ruoktu «место жительства, дом» Основа на -u | ruoktu «место жительства, дом» Основа на -u |
| Падеж      | ед. ч.                     | мн. ч.                     | ед. ч.                      | мн. ч.                      | ед. ч.                                      | мн. ч.                                      |
| ---------- | -------------------------- | -------------------------- | --------------------------- | --------------------------- | ------------------------------------------- | ------------------------------------------- |
| Им.        | giehta                     | gieđat                     | oaivi                       | oaivvit                     | ruoktu                                      | ruovttut                                    |
| В.         | gieđa                      | gieđaid                    | oaivvi                      | ōivviid                     | ruovttu                                     | ruovttūid                                   |
| Род.       | gieđa                      | gieđaid                    | oaivvi, oaivve              | ōivviid                     | ruovttu, ruovtto                            | ruovttūid                                   |
| Иллатив    | gīhtii                     | gieđaide                   | oaivái                      | ōivviide                    | ruktui                                      | ruovttūide                                  |
| Местный    | gieđas                     | gieđain                    | oaivvis                     | ōivviin                     | ruovttus                                    | ruovttūin                                   |
| Совместный | gieđain                    | gieđaiguin                 | ōivviin                     | ōivviiguin                  | ruovttūin                                   | ruovttūiguin                                |
| Эссив      | giehtan                    | giehtan                    | oaivin                      | oaivin                      | ruoktun                                     | ruoktun                                     |

Существительные с «чётной» флексией с основой на -á, -e или -o встречаются намного реже:
|            | guoddá «подушка» Основа на -á | guoddá «подушка» Основа на -á | baste «ложка» Основа на -e | baste «ложка» Основа на -e | gáivo «колодец» Основа на -o | gáivo «колодец» Основа на -o |
| Падеж      | ед. ч.                        | мн. ч.                        | ед. ч.                     | мн. ч.                     | ед. ч.                       | мн. ч.                       |
| ---------- | ----------------------------- | ----------------------------- | -------------------------- | -------------------------- | ---------------------------- | ---------------------------- |
| Им.        | guoddá                        | guottát                       | baste                      | basttet                    | gáivo                        | gáivvot                      |
| В.         | guottá                        | guottáid                      | bastte                     | basttiid                   | gáivvo                       | gáivvuid                     |
| Род.       | guottá                        | guottáid                      | bastte                     | basttiid                   | gáivvo                       | gáivvuid                     |
| Иллатив    | guoddái                       | guottáide                     | bastii                     | basttiide                  | gáivui                       | gáivvuide                    |
| Местный    | guottás                       | guottáin                      | basttes                    | basttiin                   | gáivvos                      | gáivvuin                     |
| Совместный | guottáin                      | guottáiguin                   | basttiin                   | basttiiguin                | gáivvuin                     | gáivvuiguin                  |
| Эссив      | guoddán                       | guoddán                       | basten                     | basten                     | gaivon                       | gaivon                       |

Существительные с «чётной» флексией с четырьмя или более слогами иногда отбрасывают последний гласный в им. п. ед. ч. Впоследствии, появляется упрощение последнего согласного. Основа таких слов всегда кончается на -a:
|            | sápmelaš «саам» | sápmelaš «саам» |
| Падеж      | ед. ч.          | мн. ч.          |
| ---------- | --------------- | --------------- |
| Им.        | sápmelaš        | sápmelaččat     |
| В.         | sápmelačča      | sápmelaččaid    |
| Род.       | sápmelačča      | sápmelaččaid    |
| Иллатив    | sápmelažžii     | sápmelaččaide   |
| Местный    | sápmelaččas     | sápmelaččain    |
| Совместный | sápmelaččain    | sápmelaččaiguin |
| Эссив      | sápmelažžan     | sápmelažžan     |

##### Существительные с «нечётной» флексией
Такие существительные имеют чередование ступеней. Слабая ступень появляется в им. п. и эссиве ед. ч., а сильная — в остальных. Некоторые существительные в основе также меняют i на á, u на o, или получают дополнительный согласный.
|            | ganjal «слеза» | ganjal «слеза» | lávlla «песня» Дополнительный согласный | lávlla «песня» Дополнительный согласный | mielddus «копия» Изменение гласного + появление монофтонгов | mielddus «копия» Изменение гласного + появление монофтонгов |
| Падеж      | ед. ч.         | мн. ч.         | ед. ч.                                  | мн. ч.                                  | ед. ч.                                                      | мн. ч.                                                      |
| ---------- | -------------- | -------------- | --------------------------------------- | --------------------------------------- | ----------------------------------------------------------- | ----------------------------------------------------------- |
| Им. п.     | ganjal         | gatnjalat      | lávlla                                  | lávlagat                                | mielddus                                                    | mildosat                                                    |
| В.         | gatnjala       | gatnjaliid     | lávlaga                                 | lávlagiid                               | mildosa                                                     | mildosiid                                                   |
| Род.       | gatnjala       | gatnjaliid     | lávlaga                                 | lávlagiid                               | mildosa                                                     | mildosiid                                                   |
| Иллатив    | gatnjalii      | gatnjaliidda   | lávlagii                                | lávlagiidda                             | mildosii                                                    | mildosiidda                                                 |
| Местный    | gatnjalis      | gatnjaliin     | lávlagis                                | lávlagiin                               | mildosis                                                    | mildosiin                                                   |
| Совместный | gatnjaliin     | gatnjaliiguin  | lávlagiin                               | lávlagiiguin                            | mildosiin                                                   | mildosiiguin                                                |
| Эссив      | ganjalin       | ganjalin       | lávllan                                 | lávllan                                 | mielddusin                                                  | mielddusin                                                  |

##### Существительные с «узкой» флексией
Такие существительные тоже имеют чередование ступеней; ступени проявляются так же, как и в существительный с «нечётной» флексией.
|            | čeavrris «выдра» Основа на -á- | čeavrris «выдра» Основа на -á- | boazu «северный олень» Основа на -o- | boazu «северный олень» Основа на -o- |
| Падеж      | ед. ч.                         | мн. ч.                         | ед. ч.                               | мн. ч.                               |
| ---------- | ------------------------------ | ------------------------------ | ------------------------------------ | ------------------------------------ |
| Им. п.     | čeavrris                       | čeavrát                        | boazu                                | bohccot                              |
| В.         | čeavrá                         | čeavráid                       | bohcco                               | bohccuid                             |
| Род.       | čeavrá                         | čeavráid                       | bohcco                               | bohccuid                             |
| Иллатив    | čeavrái                        | čeavráide                      | bohccui                              | bohccuide                            |
| Местный    | čeavrás                        | čeavráin                       | bohccos                              | bohccuin                             |
| Совместный | čeavráin                       | čeavráiguin                    | bohccuin                             | bohccuiguin                          |
| Эссив      | čeavrrisin                     | čeavrrisin                     | boazun                               | boazun                               |

##### Притяжательные суффиксы
Притяжательные суффиксы — суффиксы существительных со значением притяжательных местоимений («мой», «твой» и т. п.). В северносаамском языке их всего девять. Например, ruovttus «в доме» — ruovttustan «в моём доме».
Как и окончания существительных, притяжательные суффиксы меняются в зависимости от того, присоединены они к основе с чётным или нечётным количеством слогов:
|                         | 1 л. ед. ч. | 2 л. ед. ч. | 3 л. ед. ч. | 1 л. двойственное число | 2 л. дв. ч. | 3 л. дв. ч. | 1 л. мн. ч. | 2 л. мн. ч. | 3 л. мн. ч. |
| ----------------------- | ----------- | ----------- | ----------- | ----------------------- | ----------- | ----------- | ----------- | ----------- | ----------- |
| Чётное количество на -a | -an         | -at         | -as         | -ame                    | -ade        | -aska       | -amet       | -adet       | -aset       |
| Чётное количество на -á | -án         | -át         | -ás         | -áme                    | -áde        | -áska       | -ámet       | -ádet       | -áset       |
| Чётное количество на -e | -en         | -et         | -es         | -eme                    | -ede        | -eska       | -emet       | -edet       | -eset       |
| Чётное количество на -i | -án         | -át         | -is         | -áme                    | -áde        | -iska       | -ámet       | -ádet       | -iset       |
| Чётное количество на -o | -on         | -ot         | -os         | -ome                    | -ode        | -oska       | -omet       | -odet       | -oset       |
| Чётное количество на -u | -on         | -ot         | -us         | -ome                    | -ode        | -uska       | -omet       | -odet       | -uset       |
| Нечётное количество     | -an         | -at         | -is         | -eame                   | -eatte      | -easkka     | -eamet      | -eattet     | -easet      |

#### Глагол
Спряжение глагола в северносаамском языке напоминает финское. Есть три лица (persovnnat) и три числа (logut): единственное, множественное и двойственное. 
Существует четыре или пять видов наклонений (vuogit):
- изъявительное (indikatiiva или duohtavuohki);
- повелительное (imperatiiva или gohččunvuohki);
- желательное (optatiiva или ávžžuhusvuohki), выражающее желания, которые говорящий хотел бы воплотить; обычно не рассматривается как отдельное наклонение и главным образом используется вместе с повелительным;
- условное (konditionála или eaktovuohki);
- потенциальное (potientiála или veadjinvuohki), выражающее способность или возможность.

Время используется только в изъявительном наклонении. Имеется два простых времени (tempusat) и два сложных:
- настоящее (preseansa или dálá áigi), использующееся также чтобы сказать о грядущих событиях («непрошедшее» время);
- прошедшее (preterihtta or vássán áigi);
- перфект;
- плюсквамперфект.

Есть несколько нефинитных форм глагола:
- инфинитив;
- причастие настоящего времени;
- причастие прошедшего времени;
- отглагольное существительное;
- герундий;
- глагольный абессив;
- глагольный генитив, который существует только для некоторых глаголов и используется очень редко, и супин, который используется только в западных диалектах.

##### Спряжение глаголов с «чётной» флексией
| viehkat «бегать» | Настоящее вр. из. н. | Прошедшее время из. нак. | Повелительное и желательное нак. | Условное нак.         | Потенциальное нак. |
| ---------------- | -------------------- | ------------------------ | -------------------------------- | --------------------- | ------------------ |
| 1 л. ед. ч.      | viegan               | vīhken                   | vīhkon                           | viegašin, viegašedjen | viegažan           |
| 2 л. ед. ч.      | viegat               | vīhket                   | viega                            | viegašit, viegašedjet | viegažat           |
| 3 л. ед. ч.      | viehká               | viegai                   | vīhkos                           | viegašii              | viegaža, viegaš    |
| 1 л. дв. ч.      | vīhke                | viegaime                 | viehkku                          | viegašeimme           | viegažetne         |
| 2 л. дв. ч.      | viehkabeahtti        | viegaide                 | viehkki                          | viegašeidde           | viegažeahppi       |
| 3 л. дв. ч.      | viehkaba             | viegaiga                 | vīhkoska                         | viegašeigga           | viegažeaba         |
| 1 л. мн. ч.      | viehkat              | viegaimet                | vīhkot, viehkkut                 | viegašeimmet          | viegažit, viegažat |
| 2 л. мн. ч.      | viehkabehtet         | viegaidet                | vīhket, viehkkit                 | viegašeiddet          | viegažehpet        |
| 3 л. мн. ч.      | vīhket               | vīhke                    | vīhkoset                         | viegaše, viegašedje   | viegažit           |
| Отрицание        | viega                | viehkan                  | viega                            | viegaše               | viegaš             |

| eallit «жить» | Настоящее вр. из. н. | Прошедшее время из. нак. | Повелительное и желательное нак. | Условное нак.       | Потенциальное нак. |
| ------------- | -------------------- | ------------------------ | -------------------------------- | ------------------- | ------------------ |
| 1 л. ед. ч.   | ealán                | ēllen                    | ēllon                            | ealášin, ealášedjen | ēležan             |
| 2 л. ед. ч.   | ealát                | ēllet                    | eale                             | ealášit, ealášedjet | ēležat             |
| 3 л. ед. ч.   | eallá                | ēlii                     | ēllos                            | ealášii             | ēleža, ēleš        |
| 1 л. дв. ч.   | ēlle                 | ēliime                   | eal'lu                           | ealášeimme          | ēležetne           |
| 2 л. дв. ч.   | eallibeahtti         | ēliide                   | eal'li                           | ealášeidde          | ēležeahppi         |
| 3 л. дв. ч.   | ealliba              | ēliiga                   | ēlloska                          | ealášeigga          | ēležeaba           |
| 1 л. мн. ч.   | eallit               | ēliimet                  | ēllot, eal'lut                   | ealášeimmet         | ēležit, ēležat     |
| 2 л. мн. ч.   | eallibehtet          | ēliidet                  | ēllet, eal'lit                   | ealášeiddet         | ēležehpet          |
| 3 л. мн. ч.   | ēllet                | ēlle                     | ēlloset                          | ealáše, ealášedje   | ēležit             |
| Отрицание     | eale                 | eallán                   | eale                             | ealáše              | ēleš               |

| goarrut «шить» | Настоящее вр. из. н. | Прошедшее время из. нак | Повелительное и желательное нак. | Условное нак.       | Потенциальное нак. |
| -------------- | -------------------- | ----------------------- | -------------------------------- | ------------------- | ------------------ |
| 1 л. ед. ч.    | goarun               | gōrron                  | gōrron                           | gōrošin, gōrošedjen | gōrožan            |
| 2 л. ед. ч.    | goarut               | gōrrot                  | goaro                            | gōrošit, gōrošedjet | gōrožat            |
| 3 л. ед. ч.    | goarru               | gōrui                   | gōrros                           | gōrošii             | gōroža, gōroš      |
| 1 л. дв. ч.    | gōrro                | gōruime                 | goar'ru                          | gōrošeimme          | gōrožetne          |
| 2 л. дв. ч.    | goarrubeahtti        | gōruide                 | goar'ru                          | gōrošeidde          | gōrožeahppi        |
| 3 л. дв. ч.    | goarruba             | gōruiga                 | gōrroska                         | gōrošeigga          | gōrožeaba          |
| 1 л. мн. ч.    | goarrut              | gōruimet                | gōrrot, goar'rut                 | gōrošeimmet         | gōrožit, gōrožat   |
| 2 л. мн. ч.    | goarrubehtet         | gōruidet                | gōrrot, goar'rut                 | gōrošeiddet         | gōrožehpet         |
| 3 л. мн. ч.    | gōrrot               | gōrro                   | gōrroset                         | gōroše, gōrošedje   | gōrožit            |
| Отрицание      | goaro                | gōrron                  | goaro                            | gōroše              | gōroš              |

##### Спряжение глаголов с «нечётной» флексией
| muitalit «сказать» | Настоящее вр. из. н. | Прошедшее время из. нак | Повелительное и желательное нак. | Условное нак.   | Потенциальное нак. |
| ------------------ | -------------------- | ----------------------- | -------------------------------- | --------------- | ------------------ |
| 1 л. ед. ч.        | muitalan             | muitalin                | muitalehkon                      | muitalivččen    | muitaleaččan       |
| 2 л. ед. ч.        | muitalat             | muitalit                | muital                           | muitalivččet    | muitaleaččat       |
| 3 л. ед. ч.        | muitala              | muitalii                | muitalehkos                      | muitalivččii    | muitaleažžá        |
| 1 л. дв. ч.        | muitaletne           | muitaleimme             | muitaleahkku                     | muitalivččiime  | muitaležže         |
| 2 л. дв. ч.        | muitaleahppi         | muitaleidde             | muitalahkki                      | muitalivččiide  | muitaleažžabeahtti |
| 3 л. дв. ч.        | muitaleaba           | muitaleigga             | muitalehkoska                    | muitalivččiiga  | muitaleažžaba      |
| 1 л. мн. ч.        | muitalit             | muitaleimmet            | muitalehkot                      | muitalivččiimet | muitaleažžat       |
| 2 л. мн. ч.        | muitalehpet          | muitaleiddet            | muitalehket                      | muitalivččiidet | muitaleažžabehtet  |
| 3 л. мн. ч.        | muitalit             | muitaledje              | muitalekoset                     | muitalivčče     | muitaležžet        |
| Отрицание          | muital               | muitalan                | muital                           | muitalivčče     | muitaleačča        |

##### Глагольное отрицание
Как и в прибалтийско-финских языках, чтобы сделать отрицание в северносаамском языке, необходим особый отрицательный глагол, который спрягается по лицам, наклонениям и числам, но не по временам:
|             | Из. нак. | Пов. и жел. нак. | Супин  |
| ----------- | -------- | ---------------- | ------ |
| 1 л. ед. ч. | in       | allon            | aman   |
| 2 л. ед. ч. | it       | ale              | amat   |
| 3 л. ед. ч. | ii       | allos            | amas   |
| 1 л. дв. ч. | ean      | al'lu            | amame  |
| 2 л. дв. ч. | eahppi   | al'li            | amade  |
| 3 л. дв. ч. | eaba     | alloska          | amaska |
| 1 л. мн. ч. | eat      | allot            | amamet |
| 2 л. мн. ч. | ehpet    | allet            | amadet |
| 3 л. мн. ч. | eai      | alloset          | amaset |

#### Местоимения

##### Личные местоимения
Личные местоимения в северносаамском языке изменяются по падежам и имеют, как и глаголы, три числа:
| Падеж      | mun, mon «я»     | don «ты»         | son «он, она»     |
| ---------- | ---------------- | ---------------- | ----------------- |
| И. п.      | mun, mon         | don              | son               |
| В. п.      | mu               | du               | su                |
| Род. п.    | mu               | du               | su                |
| Иллатив    | munnje           | dutnje           | sutnje            |
| Местный    | mus              | dus              | sus               |
| Совместный | muinna           | duinna           | suinna            |
| Эссив      | munin            | dunin            | sunin             |
| Падеж      | moai «мы вдвоём» | doai «вы вдвоём» | soai «они вдвоём» |
| И. п.      | moai             | doai             | soai              |
| В. п.      | mun'no           | dudno            | sudno             |
| Род. п.    | mun'no           | dudno            | sudno             |
| Иллатив    | mun'nuide        | dudnuide         | sudnuide          |
| Местный    | mun'nos          | dudnos           | sudnos            |
| Совместный | mun'nuin         | dudnuin          | sudnuin           |
| Эссив      | mun'non          | dudnon           | sudnon            |
| Падеж      | mii «мы (все)»   | dii «вы (все)»   | sii «они (все)»   |
| И. п.      | mii              | dii              | sii               |
| В. п.      | min              | din              | sin               |
| Род. п.    | min              | din              | sin               |
| Иллатив    | midjiide         | didjiide         | sidjiide          |
| Местный    | mis              | dis              | sis               |
| Совместный | minguin          | dinguin          | singuin           |
| Эссив      | minin            | dinin            | sinin             |

##### Указательные местоимения
Пять указательных местоимений северносаамского языка также могут изменяться по падежам и числам:
|            | dat «этот (вышеупомянутый)» | dat «этот (вышеупомянутый)» | dát «этот (близко к говорящему)» | dát «этот (близко к говорящему)» | diet «тот (близко к слушающему)» | diet «тот (близко к слушающему)» | duot «тот (удалённый от обоих)» | duot «тот (удалённый от обоих)» | dot «тот (очень далеко)» | dot «тот (очень далеко)» |
| Падеж      | Ед. ч.                      | Мн. ч.                      | Ед. ч.                           | Мн. ч.                           | Ед. ч.                           | Мн. ч.                           | Ед. ч.                          | Мн. ч.                          | Ед. ч.                   | Мн. ч.                   |
| ---------- | --------------------------- | --------------------------- | -------------------------------- | -------------------------------- | -------------------------------- | -------------------------------- | ------------------------------- | ------------------------------- | ------------------------ | ------------------------ |
| И. п.      | dat                         | dat                         | dát                              | dát                              | diet                             | diet                             | duot                            | duot                            | dot                      | dot                      |
| В. п.      | dan                         | daid                        | dán                              | dáid                             | dien                             | dieid                            | duon                            | duoid                           | don                      | doid                     |
| Род. п.    | dan                         | daid                        | dán                              | dáid                             | dien                             | dieid                            | duon                            | duoid                           | don                      | doid                     |
| Иллатив    | dasa                        | daidda                      | dása                             | dáidda                           | diesa                            | dieidda                          | duosa                           | duoidda                         | dosa                     | doidda                   |
| Местный    | das                         | dain                        | dás                              | dáin                             | dies                             | diein                            | duos                            | duoin                           | dos                      | doin                     |
| Совместный | dainna                      | daiguin                     | dáinna                           | dáiguin                          | dieinna                          | dieiguin                         | duoinna                         | duoiguin                        | doinna                   | doiguin                  |
| Эссив      | danin                       | danin                       | dánin                            | dánin                            | dienin                           | dienin                           | duonin                          | duonin                          | donin                    | donin                    |

При изменении существительного указательное местоимение, которое к нему относится, становится в тот же падеж, однако существует 2 исключения:
1. указательное местоимение перед существительным в иллативе или местном падеже ед. ч. становится в винительный или родительный падеж;
2. указательное местоимение перед существительным в совместном падеже мн. ч. либо остаётся в совместном падеже, либо становится в винительный или родительный падеж.

##### Вопросительные местоимения
Только два вопросительных местоимения изменяются по падежам и числам: gii «кто?» и mii «что?»:
|            | gii «кто?» | gii «кто?» | mii «какой?, который?» | mii «какой?, который?» |
| Падеж      | Ед. ч.     | Мн. ч.     | Ед. ч.                 | Мн. ч.                 |
| ---------- | ---------- | ---------- | ---------------------- | ---------------------- |
| И. п.      | gii        | geat       | mii                    | mat                    |
| В. п.      | gean       | geaid      | man, máid              | maid                   |
| Род. п.    | gean       | geaid      | man                    | maid                   |
| Иллатив    | geasa      | geaidda    | masa                   | maidda                 |
| Местный    | geas       | geain      | mas                    | main                   |
| Совместный | geainna    | geaiguin   | mainna                 | maiguin                |
| Эссив      | geanin     | geanin     | manin                  | manin                  |

## Северносаамская Википедия
Существует раздел Википедии на северносаамском языке («Северносаамская Википедия»), первая правка в нём была сделана в 2004 году. По состоянию на 6:22 (UTC) 24 июля 2025 года раздел содержит 7903 статьи (общее число страниц — 21 011); в нём зарегистрировано 31 844 участника, 5 из них имеют статус администратора; 21 участник совершил какие-либо действия за последние 30 дней; общее число правок за время существования раздела составляет 304 559.